# 하미 마을 학살 사건
하미 마을 학살 사건은 1968년 2월 22일 대한민국 해병대 소속의 청룡부대가 베트남 꽝남성 디엔반현에 위치한 하미 마을에 비무장 민간인 135명을 학살하고 가매장했다고 추정되는 사건이다.

## 배경
1968년 2월 당시 청룡부대는 캄란 만에 주둔하고 있었다. 청룡 부대의 작전구역인 베트남 중남부 지방은 당시 남북 베트남의 분계선이었던 북위 17도선에 인접하여 치열한 전투가 계속되었던 지역이다. 청룡 부대는 이 지역에서 북베트남의 베트남 인민군, 남베트남의 남베트남 민족해방전선 등과 격전을 벌였다.
한편, 청룡 부대는 작전 지역에서 많은 민간인을 살해한 것으로 추정되는데, 1968년 퐁니·퐁넛 양민 학살 사건과 같은 사건은 주월 미군 사령관에게도 보고되어 한미 양국 간의 외교 문제가 되기도 하였다. 베트남정치국 전쟁범죄조사보고서는 베트남 전쟁 기간 동안 한국군에 의해 학살된 민간인 희생자는 5,000 여명이 넘는 것으로 추정하고 있다고 알려져 있다.
하미 마을 학살이 있던 1968년 2월 22일 당시 청룡부대는 다낭 지역을 중심으로 호이안 전역(戰域) 작전을 수행하고 있었다. 베트남 전쟁 당시 이 시기는 구정 대공세가 격렬하던 때로 후에를 비롯한 중부의 도시를 북베트남과 남베트남 민족해방 전선이 점령하였고, 남베트남군과 미군, 한국군은 이 지역을 재점령하기 위해 격렬한 전투를 계속하고 있었다.

## 학살설측 주장
1968년 2월 22일(음력 1월 24일), 청룡 부대의 3개 소대가 하미 마을을 세 방향에서 에워싸며 들어와 마을 사람을 세 곳에 따로 모았다. 장교의 지시에 따라 자동소총과 유탄발사기가 발사되었고 마을 30가구 135명이 2시간 만에 학살당했다. 학살이 끝난 뒤 몇 안 되는 생존자들은 서둘러 무덤을 만들고 희생자들을 묻었다. 그러나, 한국군은 불도저를 가져와 무덤을 파헤치고 시체를 한꺼번에 묻어버렸다.
마을 사람들은 한국군이 불러 모을 때 크게 저항하지도 않았고 도망가지도 않았는데, 생존자인 응웬 티 본은 마을 사람들이 혹시나 죽이지 않을까 하는 불안감 속에서도 군인들이 먹을 것을 나눠주려고 모으는 것이라 여겼다고 증언하였다. 하미 마을 사람들은 학살 이전에 주민들이 부대원들을 기억할 정도로 한국군과 관계가 좋았다. 생존자인 팜티호아 역시 같은 증언을 하였다.
| “ | 학살이 일어난 것은 아침 9시 경이었어요. 7 - 8시 경에 호이안쪽에서 군대가 들어왔지요. 학살이 있기 며칠 전부터 한국군들은 사람들을 모아서 빵을 주었어요. 그래서, 그날 아침도 빵을 주나보다 하고 한 군데로 모였지, 한국군들이 우리를 죽일 거라고는 생각을 못했어요. 죽일 거라고 생각했다면 도망을 가지 그렇게 아이들까지 다 데리고 모이지 않았을 거야. | ” |
|   | — 팜티호아, 하미 마을 학살 생존자 |   |

그러나, 한국군은 불러모은 사람들을 총과 수류탄, 유탄발사기 등으로 학살하기 시작하였고 2시간만에 135명의 주민이 죽었다. 이들은 대부분 노인과 여성, 아이들이었고 총을 들만한 나이의 남성은 세 명에 불과하였다. 학살이 끝난 날 밤 살아남은 사람들과 미라이 쪽에서 온 남베트남 민족해방 전선 빨치산들이 무덤을 만들고 시신을 묻었다. 수습이 되지 못할 정도로 훼손이 심한 시신들은 한꺼번에 모아 묻었다. 1969년 11월 미군 조사단은 버려진 하미 마을에서 부패한 시신으로 가득찬 구덩이를 발견하였다. 다음날 한국군이 불도저를 가지고 다시 돌아왔고, 생존자들은 허겁지겁 도망갔다. 불도저는 무덤과 미쳐 묻지 못한 시신을 깔아뭉개며 밀어버렸다. 부상당한 하미 마을 생존자들은 다낭 항에 정박중인 독일 의료선으로 보내져 치료를 받았다.
생존자들은 남베트남 민족해방 전선이 장악한 지역 출신이라는 이유로 다른 난민촌에 들어가는 것이 거부되었다. 그들은 다낭과 같은 대도시에서 걸인이 되거나 복수를 위해 남베트남 민족해방 전선의 전투원이 되기도 하였다.

## 학살 이후

### 위령비
2000년 12월, 월남참전전우복지회의 기부로 하미 마을 학살 위령비가 착공되었다. 그러나, 완공을 앞둔 2001년 월남참전전우복지회는 비문의 내용을 문제삼아 지워줄 것을 요구하였다. 비문의 내용은 다음과 같다.
1968년 음력 1월 26일 학살당한 135명의 동포를 기리다. …… 1968년 이른 봄 음력 1월 26일 청룡병사들이 미친 듯이 와서 양민을 학살했다. 하미마을 30가구 중에 135명이 죽었다. 피가 이지역을 물들이고, 모래와 뼈가 뒤엉켜 섞이고 ……과거의 전장이었던 이곳에 

하미 마을 사람들은 있었던 일을 과장도 없이 서술한 비문을 지우는 것을 받아들일 수 없었다. 하미마을이 있는 디엔증사의 인민위원회 주석 응웬반하이는 “고칠 생각이 없습니다. 우리 돈으로 세웠으면 증오비를 세웠지 위령비를 세우지 않았을 것입니다.”라고 반발하였다. 결국 학살의 참상을 표현한 위령비의 비문은 수정되지 않았지만, 그 대신 비문은 연꽃 그림이 그려진 대리석으로 덧씌워졌다.

### 위령비 상업적 이용 논란과 학살 진위 여부
구수정이 이사로 있는 한국-베트남 평화재단에서 2018년 하미 마을 위령비에 참배하는 코스로‘베트남 평화기행’이라는 이름의 여행 프로그램을 구성하면서 위령비를 지은 김문구 월남참전전우복지회 이사장과 첨예한 입장 대립이 이어지고 있다.
즉 김문구 월남참전전우복지회 이사장은 “내가 어렵게 세운 하미 위령비를 상업적으로 이용하고 있다”며 “큰돈을 들여 지었기 때문에 모든 위령비 중에서 가장 아름답다. 그래서 그런지 하미 위령비를 여러 군데 사진에 쓰고 있다”고 문제제기를 했다. 반면 구수정 이사는 “기념비, 기념물을 누군가가 세웠더라도 세운 이후에는 그 사람 소유가 아니다”라며 “예를 들어 소녀상을 세운 사람이 소녀상이 자기 것이라고 못 오게 하는 게 말이 되냐.며 상업적 이용에 문제가 없다는 입장이다.
이런 입장 대립이 생긴 가장 큰 이유는 한국군에 의한 학살 진위 여부에 대한 김문구 월남참전전우복지회 이사장과 구수정 이사의 입장 차이 때문으로 양측의 주장을 살펴보면 다음과 같다.
2000년 한 방송에서 하미 마을에서 한국군 학살이 있었다는 보도가 나왔고 이에 진상 조사를 위해 김문구 월남참전전우복지회 이사장이 하미 마을을 찾았는데 “당시 하미 마을에서 한국군 학살이라고 단정지어 말하는 사람은 아무도 없었으며, 하미 마을은 마을은 격전지라고 여러 부대가 지나갔다"으며 한국군이 학살했다는 증거는 없다고 주장하였다.
2001년 12월, 김문구 월남참전전우복지회 이사장은 하미 마을에 30,000달러를 기부하여 위령탑을 지었는데 이것은 한국군이 학살을 했기 때문에 지은 것이 아니고 하미 마을 희생자와 베트남전에 전사한 5,000여명의 한국군을 위로하기 위해 지은 것이라고 밝혔다.
그러나 준공식 전날 위령비 비문에 상술한 한국군이 학살했다고 적시한 내용의 비문이 새겨지는 걸 알게되어 김 이사장을 포함한 베트남참전자회는 ‘이런 비문으로는 도저히 준공식을 할 수 없다’며 준공식을 보이콧을 했다. 2001년 4월 당시 한겨레는 하미마을이 있는 디엔증사의 응웬 반 하이  인민위원회 주석이 “위령비를 지어준 것은 고맙게 생각한다. 그러나 비문내용까지 간섭하는 것은 받아들일 수 없다. 이건 우리의 역사이고 과거이며 진실이다”고 말했다고 보도한 바 있다.
결국 당시 비문을 두고 갈등을 겪다가, 준공식 직전 비문 위에 평화를 상징하는 연꽃 그림으로 덮는 것으로 결정되었는데 이 과정을 두고도 구수정 이사와 김문구 이사장의 의견 대립이 있다. 김 이사장은 “하미마을이 있는 디엔증사의 베트남 공무원들 이 비문에 학살을 운운한 건 참전자회에서 대접을 받기 위한 수작이었다”고 공격했다. 그러면서 김 이사장은 응웬 주석이 비문 삭제 대가를 요구하며 10명의 베트남 공무원 간부가 한국 관광을 다녀갔다고 폭로했다.
이사장은 “처음에는 한국군 학살 같은 이야기는 전혀 없었다. 한국 관광 및 접대가 그들의 목적이었다”며 “10명이 한국으로 와서 7일간 관광하며 쓴 항공비, 숙박비, 체류비, 여행 경비 등에 엄청난 돈이 들어갔다. 이후 비문을 삭제한다고 말했는데 최근에서야 삭제한 게 아니라 비문을 덮는데 그친 것으로 알고 사기라고 생각했다”고 하였으며 이로 김 이사장은 베트남 대사관에 찾아가 당시 관광을 대접받았던 베트남 공무원 간부 10명 중 주요 인물 세 명을 사기죄로 고소까지 하였다.
그러나 구수정 이사는 이에 대해 결국 베트남 고위직에게 향응을 접대해 삭제했다는 이야기밖에 안된다”며 반박하였고“하미마을 학살은 국내 연구와 시민참여재판 등을 통해 어느 정도 입증됐다고 주장하였다.
한편 2001년 당시 주 베트남 대한민국 대사관에서도 비문 시정을 디엔증사에 요청을 했고 월남참전전우복지회와 당시 통역을 맡았던 유학생 구수정씨 등에 사실 확인을 하고 협조를 부탁하였으나 당시 상황에 대한 이해와 비문에 대한 입장이 전우복지회와 구수정씨측이 크게 달라 처음부터 문제가 있는 사업이었다는 보도가 있었다.

### 위령제
하미 마을 사람들은 매 해 음력 1월 24일을 전후로 위령제를 올리고 있다. 2013년 3월 6일 45주기 위령제가 열렸고, 학살 이후 최초로 한국인이 위령제에 참가하였다.

### 시민평화법정
2018년 4월 22일 - 23일 민주사회를 위한 변호사 모임과 한베평화재단을 비롯한 대한민국의 여러 시민사회 단체들은 베트남전쟁 시기 한국군에 의한 민간인 학살 진상규명을 위한 시민평화법정을 개최하였다. 이 시민평화법정은 퐁니·퐁넛 마을 학살 사건의 생존자인 응우옌 티 탄과 하미 마을 학살 사건의 생존자 응우옌 티탄(동명이인)이 원고로 나서 대한민국 정부를 피고로 하여 손해배상을 청구하였으며, 시민평화법정의 재판부는 이들의 주장을 받아들여 국가배상법에 따른 배상을 판결하고 대한민국 정부에 진상조사를 권고하였다. 시민평화법정은 모의법정으로 법적 구속력이 없으나 베트남 전쟁 시기 학살을 보편적 인권의 문제로서 천명하였다는 의의가 있다. 시민평화법정 측은 공소 시효를 없애는 특별법이 필요하다고 주장하였다. 또한, 민변은 1968년 당시 퐁니 퐁넛 마을 사건을 조사하였던 중앙정보부의 자료 공개를 청구하는 소송을 진행 중이다. 국정원은 "외교적 불이익"을 근거로 정보를 공개하지 않다가 법원의 공개 명령을 받자 "개인정보"를 이유로 다시 정보 공개를 거부하였다.

## 같이 보기
- 베트남 전쟁
- 퐁니·퐁넛 양민 학살 사건
- 미라이 학살
- 대한민국 해병대